# Arrugas (historieta)
Arrugas (Rides, en el original francés) es una novela gráfica de Paco Roca publicada originalmente en 2007 por la editorial francesa Delcourt. Ha cosechado un gran éxito de crítica y público, con adaptación fílmica incluida.

## Creación y trayectoria editorial
Originalmente, Paco Roca apuntó en su libreta la idea de un relato sobre un grupo de ancianos que planean el asalto a un casino en una visita organizada por su residencia, tras leer que, alcanzados los setenta años, no podían encerrarte en la cárcel. Tres hechos terminaron por impulsarle definitivamente a desarrollar la historieta:
- El progresivo envejecimiento de sus padres
- El rechazo de un cartel publicitario donde había incluido unos ancianos,[2]
- El Alzheimer que padecía Emilio, el padre de McDiego, uno de sus mejores amigos.[3][4]

Su autor, en pos de la verosimilud, se documentó durante un año, leyendo sobre las patologías de la vejez, acudiendo a residencias geriátricas y recopilando anécdotas reales de enfermeros, familiares y los propios ancianos, de tal manera que pronto modificó su idea inicial.
Aprovechando que iba a firmar ejemplares de El Faro en el festival de Angulema, Paco Roca se dirigió en persona al stand de Delcourt con el objetivo de presentarle el proyecto. Para satisfacer a su editor francés, hubo de eliminar un crucifijo y modificar un mapa, el menú de Nochevieja y los horarios de la residencia. Rides fue lanzada a finales de abril de 2007, gozando de una segunda edición al poco tiempo. En noviembre de ese mismo y con el título de Arrugas, vio la luz la versión española a través de Astiberri Ediciones, editorial que se encargó también de su edición en euskera bajo el título de "zimurrak". 
En 2008, Astiberri produjo una segunda edición en mayo y Tunué la publicó en Italia con el título de Rughe. De esta forma, la historieta sumaba ya más de 17.000 ejemplares vendidos en España, 3.000 en Italia y 7.000 en Francia apenas un año después de su debut.
La tercera y cuarta ediciones por parte de Astiberri tuvieron lugar en diciembre de 2008 y febrero de 2009, respectivamente. Además, una exposición sobre la creación de la historieta estuvo girando por cinco centros FNAC de España. El propio Paco Roca se embarcó en la tarea de promocionar la obra a través de salones y conferencias, y en mayo de 2009, dio una visión cómica de esa tarea en Emotional World Tour, realizada al alimón con Miguel Gallardo.
A principios de 2011, Arrugas había vendido 30.000 ejemplares sólo en España, sin contar los vendidos en otras lenguas españolas diferentes al castellano, y se había editado en Alemania, Finlandia, Holanda y Japón.

## Argumento
Arrugas aborda la vida en una residencia geriátrica, tras la llegada a la misma de Emilio, un antiguo ejecutivo bancario de 72 años  que padece Alzheimer. Éste entabla amistad con otros ancianos como Miguel, un pícaro simpático, que intentará ayudarlo para que no lo trasladen a la planta de asistidos.

## Estilo
En opinión del crítico Borja Crespo, Arrugas «se aleja del dramón lacrimógeno y la sensiblería facilona en beneficio de la emoción pura, la sonrisa cómplice y las imágenes poéticas». En ella, el dibujo está al servicio de la historia y no al revés.

## Reconocimiento y premios
Al poco de su lanzamiento, en el verano del 2007, Arrugas fue seleccionado como uno de los 20 mejores títulos del año por la francesa ACBD (Association des Critiques et journalistes de Bande Dessinée). Y los premios se fueron sucediendo:
- Premio al mejor guion de autor español del 2007 en el XXVI Salón Internacional del Cómic de Barcelona
- Premio a la mejor obra de autor español del 2007 en el XXVI Salón Internacional de Cómic de Barcelona[2]
- XXXI premio Diario de Avisos 2008 al mejor guion de historieta realista
- Premio Gran Guinigi a la mejor historia larga del Festival de Lucca 2008 (Italia)[11]
- Premios Dolmen de la crítica 2008 al mejor guion
- Premios Dolmen de la crítica 2008 a la mejor obra
- Premio Expocómic 2008 a la Mejor Obra Española
- Premio Nacional del Cómic 2008.[12]

## Adaptación fílmica
En el año 2009 la productora coruñesa Perro Verde Films adquirió los derechos para la adaptación cinematográfica de "Arrugas" en una película de animación que vio la luz en 2011 bajo la dirección de Ignacio Ferreras. Paco Roca colaboró en la redacción del guion y realizó el diseño de los personajes. La película fue preseleccionada para la 83 edición de los premios Óscar en la categoría de mejor película de animación, y fue candidata a los Premios Goya en la categoría de mejor guion adaptado y en la de mejor película de animación.

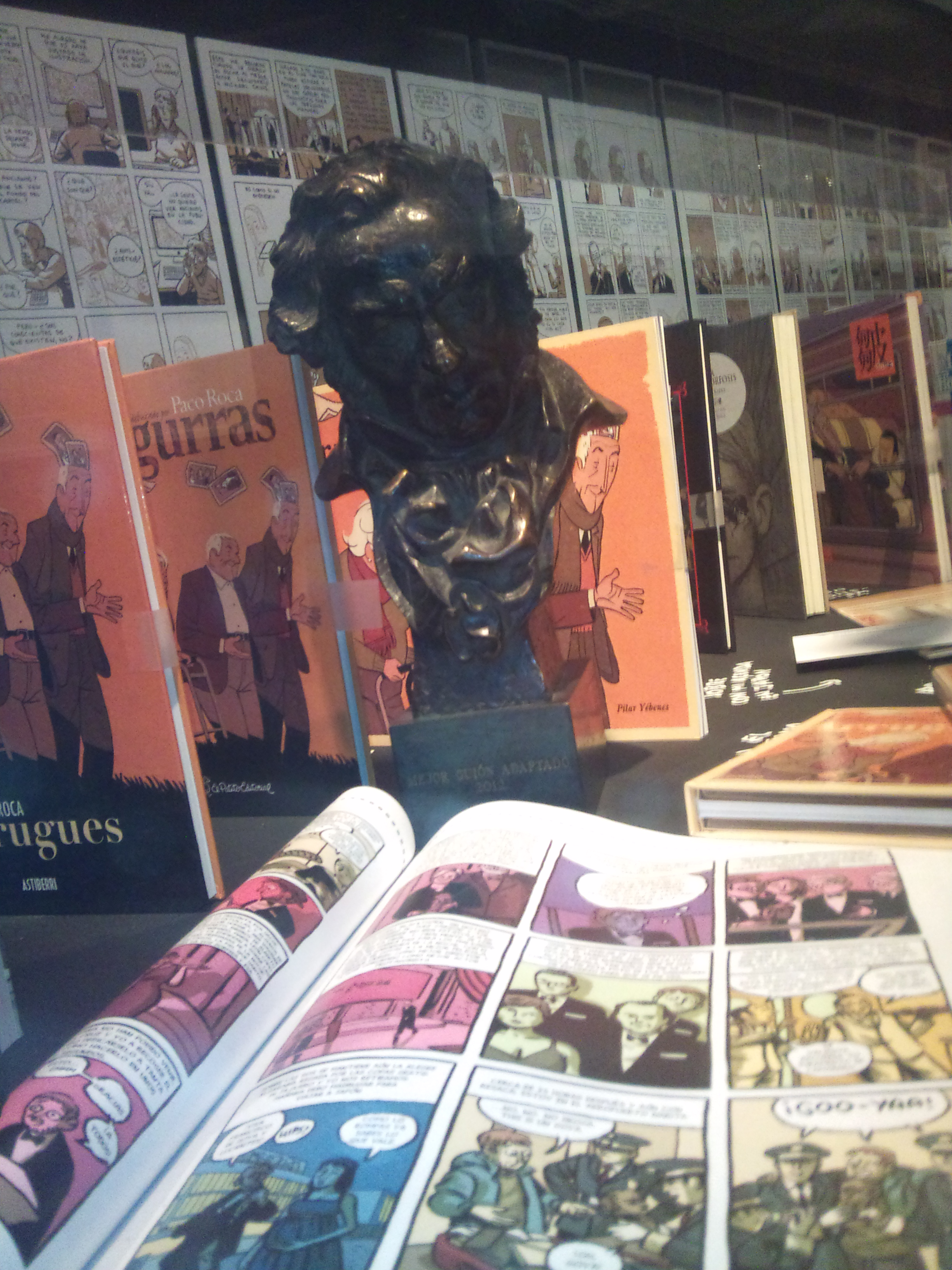
Ejemplares del álbum en varios idiomas, y el premio Goya del 2012 al mejor guion adaptado.